# Liste der Straßennamen von Waldstetten (Günz)
Die Liste der Straßennamen von Waldstetten listet alle Straßennamen von Waldstetten und den zum Gemeindegebiet gehörenden Weilern Brandfeld und Heubelsburg sowie den Einöden Beim Meister, Waldstetter Mühle und Wiblishauserhof auf.

## Liste geordnet nach den Orten
In dieser Liste werden die Straßennamen den einzelnen Orten zugeordnet und kurz erklärt.

### Waldstetten
| Straßenname            | |
| ---------------------- | --- |
| Am Brühl               | |
| Am Erlenbach           | benannt nach dem Erlenbach                                                                                  |
| Am Fischgärtle         | |
| Am Gehag               | |
| Am Rohrbach            | benannt nach dem Rohrbach                                                                                   |
| Amselweg               | benannt nach der Vogelart                                                                                   |
| Am Sportplatz          | benannt nach dem Sportplatz an dieser Straße                                                                |
| Am Wurfbrunnen         | |
| An der Hausener Straße | die Benennung spielt darauf an, dass die Straße von der nach Hausen führenden Straße abzweigt               |
| Bergstraße             | |
| Blumenweg              | benannt nach den Pflanzen                                                                                   |
| Dr.-Frick-Straße       | hier hat Dr. Frick nach dem II. Weltkrieg praktiziert                                                       |
| Frühlingstraße         | benannt nach der Jahreszeit                                                                                 |
| Gartenstraße           | |
| Hauptstraße            | Hauptstraße des Ortes (Kreisstraße GZ 6)                                                                    |
| Industriestraße        | benannt nach dem Industriegebiet in dieser Straße                                                           |
| Kesslerstraße          | im dortigen Benefiziatenhaus hat B. Kessler gewohnt                                                         |
| Kirchplatz             | benannt nach der Waldstetter Kirche                                                                         |
| Lindenweg              | benannt nach den Baumarten                                                                                  |
| Molkereistraße         | benannt nach der Molkerei                                                                                   |
| Mühlweg                | benannt nach der Waldstetter Mühle, in deren Richtung der Weg führt                                         |
| Oxenbronner Straße     | benannt nach dem Dorf Oxenbronn, in dessen Richtung die Verlängerung dieser Straße führt (Kreisstraße GZ 4) |
| Raiffeisenstraße       | benannt nach dem Raiffeisen-Lagerhaus                                                                       |
| Rathausplatz           | benannt nach dem Waldstetter Rathaus, das an diesem Platz steht                                             |
| Sankt-Jakob-Straße     | benannt nach dem Hl. Jakob                                                                                  |
| Sankt-Leonhard-Straße  | benannt nach dem Hl. Leonhard                                                                               |
| Schäfflergasse         | benannt nach dem Beruf des Schäfflers                                                                       |
| Schulstraße            | benannt nach der Waldstetter Schule in dieser Straße                                                        |
| Stadtgraben            | benannt nach dem so genannten Stadtgraben                                                                   |
| Weißenhorner Straße    | benannt nach der Stadt Weißenhorn, in deren Richtung die Verlängerung dieser Straße führt                   |

### Zum Gemeindegebiet gehörende Weiler und Einöden
| Weiler / Einöde                                      | Straßenname     |                                                                          |
| ---------------------------------------------------- | --------------- | ------------------------------------------------------------------------ |
| Beim Meister (Einöde)                                | Schlanderhof    |                                                                          |
| Brandfeld (Weiler)                                   | Brandfeld       |                                                                          |
| Heubelsburg (Weiler)                                 | Heubelsburg     |                                                                          |
| Waldstetter Mühle (Einöde)                           | Mühle           | benannt nach der Waldstetter Mühle                                       |
|                                                      | An der Günz     | Straße in der Nähe der Waldstetter Mühle, benannt nach der Nähe zur Günz |
| Wiblishauserhof (auch Belzingerhof genannt) (Einöde) | Wiblishauserhof |                                                                          |

## Alphabetische Liste
In Klammern ist der Ort angegeben, in dem die Straße ist.
| - Am Brühl (Waldstetten) - Am Erlenbach (Waldstetten) - Am Fischgärtle (Waldstetten) - Am Gehag (Waldstetten) - Am Rohrbach (Waldstetten) - Amselweg (Waldstetten) - Am Sportplatz (Waldstetten) - Am Wurfbrunnen (Waldstetten) - An der Günz (nahe der Einöde Waldstetter Mühle) - An der Hausener Straße (Waldstetten) - Bergstraße (Waldstetten) - Blumenweg (Waldstetten) - Brandfeld (Weiler Brandfeld) - Dr.-Frick-Straße (Waldstetten) - Frühlingstraße (Waldstetten) - Gartenstraße (Waldstetten) - Hauptstraße (Waldstetten) - Heubelsburg (Weiler Heubelsburg) - Industriestraße (Waldstetten) | - Kesslerstraße (Waldstetten) - Kirchberg (Waldstetten) - Kirchplatz (Waldstetten) - Lindenweg (Waldstetten) - Molkereistraße (Waldstetten) - Mühle (Einöde Waldstetter Mühle) - Mühlweg (Waldstetten) - Oxenbronner Straße (Waldstetten) - Raiffeisenstraße (Waldstetten) - Rathausplatz (Waldstetten) - Sankt-Jakob-Straße (Waldstetten) - Sankt-Leonhard-Straße (Waldstetten) - Schäfflergasse (Waldstetten) - Schlanderhof (Einöde Beim Meister) - Schulstraße (Waldstetten) - Stadtgraben (Waldstetten) - Weißenhorner Straße (Waldstetten) - Wiblishauserhof (Einöde Wiblishauserhof, auch Belzingerhof genannt) |

| ↑ Zurück zum Inhaltsverzeichnis |